# Manuel Ávila Camacho, Sonora
Manuel Ávila Camacho är en ort i Mexiko.   Den ligger i kommunen Hermosillo och delstaten Sonora, i den nordvästra delen av landet, 1 700 km nordväst om huvudstaden Mexico City. Manuel Ávila Camacho ligger 33 meter över havet och antalet invånare är 104.
Terrängen runt Manuel Ávila Camacho är platt. Runt Manuel Ávila Camacho är det ganska glesbefolkat, med 45 invånare per kvadratkilometer. Närmaste större samhälle är San Arturo, 3,6 km sydost om Manuel Ávila Camacho. Omgivningarna runt Manuel Ávila Camacho är i huvudsak ett öppet busklandskap.